# Stefania Wilczyńska
Stefania "Stefa" Wilczyńska (26 mai 1886 – 6 août 1942) est une éducatrice polonaise. 

## Biographie
Née dans une riche famille juive assimilée à Varsovie, elle fait des études de sciences naturelles à l'Université de Liège en Belgique et à l'Université de Genève en Suisse pour devenir professeure des écoles. Après son diplôme, elle retourne à Varsovie et travaille dans un orphelinat juif, avant d'en devenir la directrice en 1906. En 1909, elle fait la rencontre du Dr Janusz Korczak pour qui elle commence à travailler dans son orphelinat de la rue Krochmalna,. En plus de s'occuper du fonctionnement quotidien de l'orphelinat, elle organise également des collectes de fonds. Pendant la Première Guerre mondiale, Korczak est appelé au service militaire et Wilczyńska doit gérer elle-même l'orphelinat. Pendant l'entre-guerre elle publie des articles dans les magazines sur les enfants publiés par la CENTOS. 
Wilczyńska visite la Palestine mandataire trois fois entre 1931 et 1937. Au déclenchement de la guerre, des dispositions sont prises par le kibboutz Eïn-Harod pour qu’elle puisse quitter la Pologne, mais elle refuse et entre volontairement dans le ghetto de Varsovie avec le reste des enfants et du personnel de l'orphelinat. Le 5 août 1942, dans le cadre de la Kinder Aktion, les résidents d'orphelinats juifs sont déportés vers les chambres à gaz de Treblinka. Les Allemands donnent le choix à Korczak, Wilczyńska et au reste du personnel de l'orphelinat entre partir avec les enfants ou de sauver leur vie en restant dans le ghetto, mais tous choisissent de rester avec les enfants,. 
Une plaque dédiée à la mémoire de Wilczyńska est placée sur le site d'origine de l'orphelinat.  

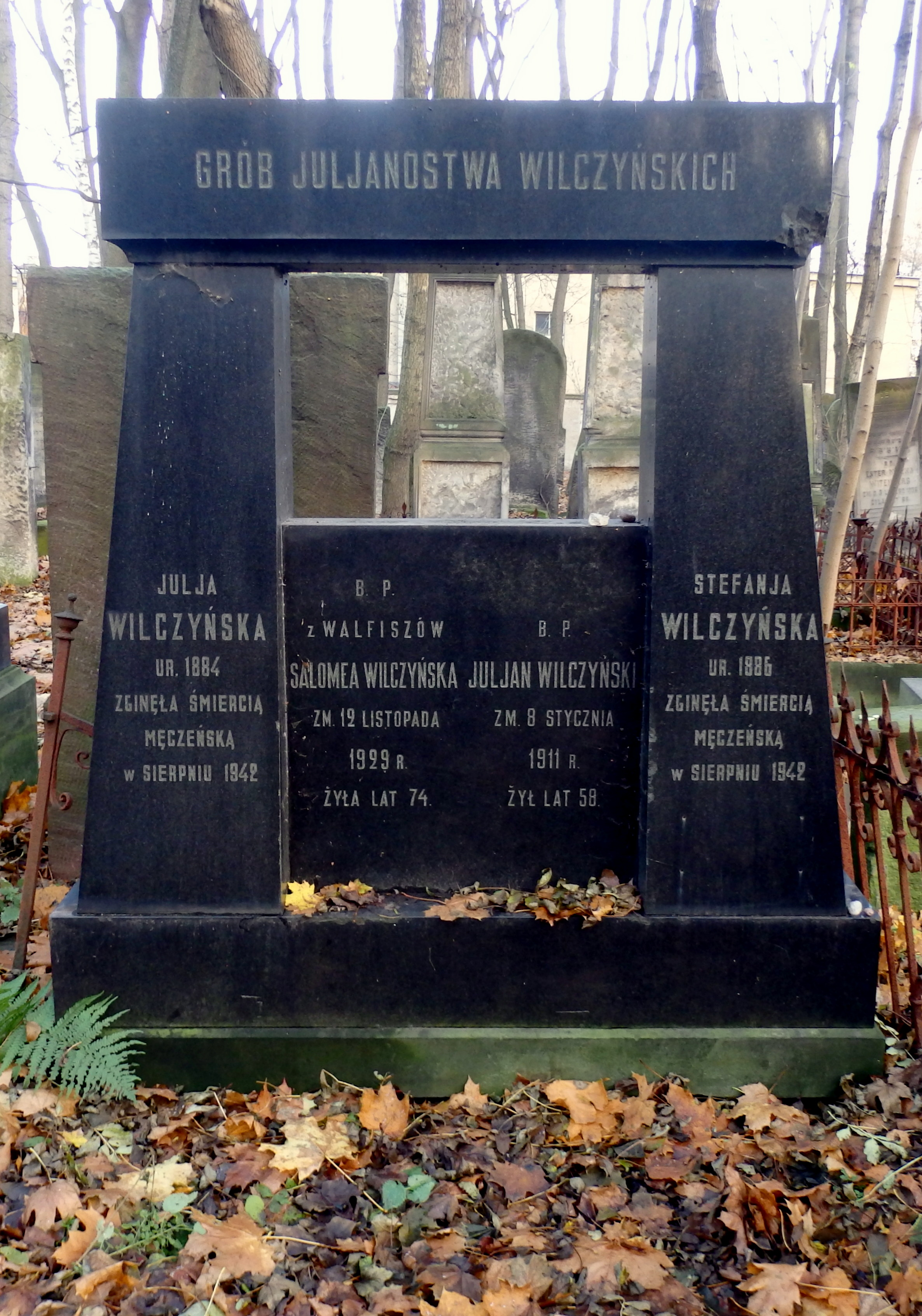
Tombe commémorative dans le cimetière juif de Varsovie (carré 64 rangée 1)

## Distinctions
- En 1947, elle reçoit la Croix du Mérite à titre posthume[9].

## Dans la culture populaire
- La compagnie de théâtre basque Vaivén Producciones monte une pièce intitulée Último tren a Treblinka – Treblinkara azken trena racontant la dernière journée de l'orphelinat et la marche des enfants vers l'Umschlagplatz[10].